# ビダン・カロキ
ビダン・カロキ・ムチリ（Bedan Karoki Muchiri、1990年8月21日 - ）は、ケニアの陸上競技選手、専門は長距離走。ロンドンオリンピック男子10000mケニア代表。広島県立世羅高等学校入学後は日本を拠点に活躍し、同校卒業後エスビー食品、DeNAを経てトヨタ自動車所属。

## 経歴
ニャフルル近郊の出身。カロキは2002年ごろにケニアの陸上クラブ MFAE Athletic Club に入った。同クラブはかつてサムエル・ワンジルも在籍した強豪クラブチームである。カロキはケニアで過ごした中学時代まで、陸上の目立った実績を残していない。中学卒業後の2007年、ケニアの日本大使館の紹介で来日し広島県立世羅高等学校に留学。同校では広島県代表として全国高校駅伝に3年連続出場し、2007年第58回大会から2009年第60回大会まで3年連続区間賞を獲得。2年時第59回大会は4区を走り区間新記録を樹立、3年時第60回大会は3区で8人を抜き先頭に立って世羅高校を全国優勝へ導いた。2010年に同校生産情報科を卒業。
2010年4月にエスビー食品へ入社。千葉国際クロスカントリー大会は、世羅高校2年時の2009年第44回大会からエスビー食品入社後の2011年第46回大会までシニア12000mで3連覇を達成。福岡国際クロスカントリー大会は2011年第25回大会シニア10000mで優勝を飾った。2011年9月にマプトで開かれたアフリカ競技大会はケニア代表として10000mに出場し銀メダルを獲得。2012年2月にはケニアクロスカントリー選手権12kmで優勝した。2012年6月1日、ユージーンでロンドンオリンピックケニア代表選考会を兼ねて行われた10000mに出場、ウィルソン・キプロプ、モーゼス・マサイに次ぐ3位に入り、ケニア代表を掴み取った。
2012年8月4日、カロキはロンドンオリンピック10000mに出場した。カロキは中盤、先頭に立って集団を引く形でレースを進める。カロキを含めた先頭集団は大人数のまま終盤に突入、残り1000mからペースが上がる。カロキは残り1周で先頭のファラーをかわしに掛かるが及ばず、後続の選手にもかわされたものの、ラップ、ベケレらに続く5位に入った。記録は27分32秒94でケニア勢最上位だった。オリンピック後の8月31日、所属するエスビー食品が年度末での陸上競技部廃部を発表した。同年9月、福岡市で開かれた第60回全日本実業団選手権は5000mに出場し優勝を飾った。
2013年3月のエスビー食品陸上競技部廃部に伴い、カロキは瀬古利彦・上野裕一郎ら同部に所属する選手・スタッフとともに同社を退社。同年4月、エスビー食品勢の受け入れを表明し陸上競技部を発足したDeNAへ移籍した。同年7月にナイロビで行なわれた世界選手権ケニア代表選考会10000mは、ポール・タヌイらを抑えて優勝し代表入りを決めた。2013年8月10日、モスクワで開かれた世界選手権10000mは6位入賞の成績を残した。
2013年11月、DeNAは2014年1月の第58回全日本実業団駅伝出場を目指して、東日本地区予選である第54回東日本実業団駅伝に参加。カロキも3区に出場しDeNAは5位で予選通過を決めた。2014年1月1日、第58回全日本実業団駅伝は2区を走り区間2位、ごぼう抜きの新記録である26人抜きを果たした。同年3月のリスボンハーフマラソンは22度まで気温が上昇する中、初のハーフマラソンを走り59分58秒の記録で優勝した。同年5月、カロキは岐阜市で行われたぎふ清流ハーフマラソンに出場し、15km付近から後続との差を広げて大会新記録となる1時間00分02秒で優勝を飾った。同年8月にはアメリカ合衆国・メイン州ケープエリザベスで行われたビーチ・トゥ・ビーコン10Kで優勝。同年9月にフィラデルフィアで行われたロックンロールフィラデルフィアハーフマラソンは59分23秒の記録で優勝した。
2015年1月1日、第59回全日本実業団駅伝は2区を走り10位で襷を受け取ると7人抜きの走りでチームを3位にまで押し上げ、前年同区間で区間賞を獲得したNTNのエドワード・ワウエルや2013年のモスクワ世界陸上10000m銅メダリストの九電工のポール・タヌイらを抑え、日清食品のバルソトン・レオナルドと同タイムで区間賞を獲得、DeNA創部2年目での6位入賞に貢献した。各区間で行う区間賞を獲得した選手へのインタビューでは、通訳なしで流暢な日本語で応えた。
2017年4月23日、初のフルマラソンとしてロンドンマラソンに出場。中盤までトップ集団に位置したものの30km過ぎでダニエル・ワンジルのロングスパートに付いていけず、36km過ぎでは5000m、10000m世界記録保持者のケネニサ・ベケレにも交わされ、終盤には大きくペースダウン。それでも、最後はアベル・キルイの猛追を交わして競り勝ち、2時間7分41秒の成績で3位に入った。
2019年3月3日、東京マラソン2019で2時間6分48秒で準優勝。
2020年4月、DeNAからトヨタ自動車へ移籍。

## 人物
ビタン・カロキ (Bitan Karoki) とする表記もある。世羅高校時代は部員で最も早く起床し練習に取り組み、日本人学生と同じ授業を受けて勉学に励んでいた。高校の2学年先輩に鎧坂哲哉がいる。2014年現在、日本語によるスムーズな会話と読み書きができる。同年にはTBSの番組『オールスター感謝祭』に出演し、エリック・ワイナイナらと赤坂5丁目ミニマラソンを走っている。
仙台育英学園高等学校を卒業し、2025年から武蔵野学院大学に所属しているエリウッド・カヒガは弟。

## 主な戦績
| 年   | 大会                       | 開催地           | 種目       | 順位 | 記録       |
| ---- | -------------------------- | ---------------- | ---------- | ---- | ---------- |
| 2011 | アフリカ競技大会           | マプト           | 10000m     | 2位  | 28分19秒22 |
| 2012 | オリンピック               | ロンドン         | 10000m     | 5位  | 27分32秒94 |
| 2013 | 2013年世界選手権           | モスクワ         | 10000m     | 6位  | 27分27秒17 |
| 2015 | 世界クロスカントリー選手権 | 貴陽             | シニア12km | 2位  | 35分00秒   |
| 2015 | 2015年世界選手権           | 北京             | 10000m     | 4位  | 27分04秒77 |
| 2016 | オリンピック               | リオデジャネイロ | 10000m     | 7位  | 27分22秒93 |
| 2017 | 2017年世界選手権           | ロンドン         | 10000m     | 4位  | 26分52秒12 |

## 自己記録
| 種目           | 記録          | 年月日         | 大会                                   |
| -------------- | ------------- | -------------- | -------------------------------------- |
| 5000m          | 13分15秒25    | 2014年7月2日   | ホクレンディスタンスチャレンジ北見大会 |
| 10000m         | 26分52秒12    | 2017年8月4日   | ロンドン世界陸上                       |
| 10km           | 27分37秒      | 2014年8月3日   | ビーチ・トゥ・ビーコン10K              |
| 20km           | 56分46秒      | 2014年3月16日  | リスボンハーフマラソン                 |
| ハーフマラソン | 58分42秒      | 2018年2月9日   | ラアス・アル＝ハイマハーフマラソン     |
| マラソン       | 2時間05分53秒 | 2019年10月13日 | シカゴマラソン                         |